# Lazarus (саундтрек)
| Совокупная оценка | Совокупная оценка |
| Источник          | Оценка            |
| ----------------- | ----------------- |
| Metacritic        | 71/100            |
| Оценки критиков   |                   |
| Источник          | Оценка            |
| NME               | [ 2 ]             |
| The Observer      | [ 3 ]             |
| Pitchfork         | (6.2/10)          |
| Rolling Stone     | [ 5 ]             |
| Uncut             | [ 6 ]             |

Lazarus (Original Cast Recording) — саундтрек мюзикла «Лазарь», написанного Дэвидом Боуи и Эндой Уолш, на музыку Боуи и с оркестровкой Генри Хея. Саундтрек был выпущен 21 октября 2016 года. В альбом вошли три ранее не издававшиеся песни Боуи: «No Plan», «Killing a Little Time» и «When I Met You». Запись альбома проходила 11 января 2016 года (дата была запланирована заранее) — на следующий день после смерти Боуи. Музыканты и актерский состав были уведомлены об этом событии по прибытии в студию; тем самым их эмоциональное состояние сказалось на итоговом материале. Альбом был спродюсирован Дэвидом Боуи и Генри Хеем, за запись и сведение отвечал Кевин Киллен.

## Список композиций
| №                   | Название                          | Исполнители | Длительность |
| ------------------- | --------------------------------- | --- | ------------ |
| 1.                  | «Hello Mary Lou (Goodbye Heart)»  | Рики Нельсон | 0:40         |
| 2.                  | «Lazarus»                         | Майкл Си Холл и актёрский состав мюзикла Лазарь                                                                    | 3:39         |
| 3.                  | «It's No Game»                    | Майкл Си Холл, Линн Крейг и актёрский состав мюзикла Lazarus                                                       | 3:53         |
| 4.                  | «This Is Not America»             | София Энн Карузо и актёрский состав мюзикла Lazarus                                                                | 4:18         |
| 5.                  | «The Man Who Sold the World»      | Чарли Поллак | 3:22         |
| 6.                  | «No Plan»                         | София Энн Карузо                                                                                                   | 3:35         |
| 7.                  | «Love Is Lost»                    | Майкл Эспер и актёрский состав мюзикла Lazarus                                                                     | 2:55         |
| 8.                  | «Changes»                         | Кристин Милиоти и актёрский состав мюзикла Lazarus                                                                 | 3:58         |
| 9.                  | «Where Are We Now?»               | Майкл Си Холл и актёрский состав мюзикла Lazarus                                                                   | 4:22         |
| 10.                 | «Absolute Beginners»              | Майкл Си Холл, Кристин Милиоти, Майкл Эспер, София Энн Карузо, Кристина Алабадо и актёрский состав мюзикла Lazarus | 4:40         |
| 11.                 | «Dirty Boys»                      | Майкл Эспер | 2:28         |
| 12.                 | «Killing a Little Time»           | Майкл Си Холл | 3:48         |
| 13.                 | «Life on Mars?»                   | София Энн Карузо                                                                                                   | 3:48         |
| 14.                 | «All the Young Dudes»             | Николас Кристофер, Линн Крэйг, Майкл Эспер, София Энн Карузо и актёрский состав мюзикла Lazarus                    | 2:55         |
| 15.                 | «Sound and Vision»                | Дэвид Боуи | 0:40         |
| 16.                 | «Always Crashing in the Same Car» | Кристин Милиоти | 3:12         |
| 17.                 | «Valentine's Day»                 | Майкл Эспер и актёрский состав мюзикла Lazarus                                                                     | 3:00         |
| 18.                 | «When I Met You»                  | Майкл Си Холл и Кристина Алабадо                                                                                   | 3:56         |
| 19.                 | «“Heroes”»                        | Майкл Си Холл, София Энн Карузо и актёрский состав мюзикла Lazarus                                                 | 4:47         |
| Общая длительность: | Общая длительность:               | Общая длительность:                                                                                                | 63:56        |

| №                   | Название                | Исполнители         | Длительность |
| ------------------- | ----------------------- | ------------------- | ------------ |
| 1.                  | «Lazarus»               | Дэвид Боуи          | 6:24         |
| 2.                  | «No Plan»               | Дэвид Боуи          | 3:41         |
| 3.                  | «Killing a Little Time» | Дэвид Боуи          | 3:48         |
| 4.                  | «When I Met You»        | Дэвид Боуи          | 4:08         |
| Общая длительность: | Общая длительность:     | Общая длительность: | 18:01        |

## Участники записи
| В ролях - Майкл Си Холл в роли Томаса Джерома Ньютона - Кристин Милиоти в роли помощницы Ньютона, Элли - Майкл Эспер в роли Валентина - Чарли Поллок в роли Майкла - София Энн Карузо в роли девушки (она же муза Ньютона) - Бобби Морено в роли Зака - Линн Крейг в роли Мэйми - Николас Кристофер в роли Бена - Кристина Алабадо в роли девочки-подростка № 1 - Криста Пиоппи в роли девочки-подростка № 2 - Бринн Уильямс в роли девочки-подростка № 3 | Музыканты - Генри Хей — оркестратор, музыкальный руководитель, фортепиано - Крис МакКуин — гитара 1 - Джей Джей Эпплтон — гитара 2 - Брайан Делани — ударные - Фима Эфрон — бас - Лукас Додд — саксофон - Карл Лайден — тромбон |  |

## Чарты
| Чарт (2016)                           | Высшая позиция |
| ------------------------------------- | -------------- |
| Australian Albums (ARIA)              | 57             |
| Австрия (Ö3 Austria)                  | 51             |
| Бельгия/Фландрия (Ultratop)           | 17             |
| Бельгия/Валлония (Ultratop)           | 36             |
| Нидерланды (Album Top 100)            | 19             |
| Франция (SNEP)                        | 48             |
| Германия (Offizielle Top 100)         | 62             |
| Ирландия (IRMA)                       | 16             |
| New Zealand Heatseekers Albums (RMNZ) | 4              |
| Шотландия (Scottish Albums Chart)     | 8              |
| Spanish Albums (PROMUSICAE)           | 39             |
| Швейцария (Schweizer Hitparade)       | 85             |
| Великобритания (UK Albums Chart)      | 10             |
| США (Billboard 200)                   | 129            |

## Сертификация
| Регион    | Дата            | Формат           | Лейбл                                                         | Прим.  |
| --------- | --------------- | ---------------- | ------------------------------------------------------------- | ------ |
| Worldwide | 21 октября 2016 | Digital download | Columbia Records Tintoretto Entertainment Lazarus Productions | [ 7 ]  |
| Worldwide | 21 октября 2016 | CD               | RCA Records                                                   | [ 29 ] |
| Worldwide | 21 октября 2016 | Vinyl            | RCA Records ISO                                               | [ 13 ] |
| Worldwide | 21 октября 2016 | Vinyl            | Sony Music Entertainment (coloured vinyl)                     | [ 30 ] |